# Liga Campionilor EHF Feminin 2020-2021
Liga Campionilor EHF Feminin 2020-21 a fost a 28-a ediție a Ligii Campionilor EHF Feminin, competiția celor mai bune cluburi de handbal feminin din Europa, organizată și supervizată de Federația Europeană de Handbal. Din cauza pandemiei de coronaviroză, sferturile de finală și Final4-ul ediției anterioare au fost anulate, astfel că nici o echipă nu a câștigat titlul în sezonul 2019–2020.
Tot din cauza pandemiei de coronaviroză, autoritățile sanitare au permis sau nu accesul spectatorilor în săli, în funcție de reglementările locale sau naționale.
Câștigătoarea ediției 2020-21 a Liga Campionilor EHF a fost Vipers Kristiansand, acesta fiind primul astfel de trofeu obținut de echipa norvegiană.

## Formatul competiției
Spre deosebire de edițiile anterioare, cea din 2020–2021 a început cu o fază preliminară alcătuită din 16 echipe, împărțite în două grupe de câte opt. Partidele s-au desfășurat după sistemul fiecare cu fiecare, cu meciuri pe teren propriu și în deplasare. Inițial ar fi trebuit ca primele două echipe din fiecare grupă să se califice în sferturile de finală, în timp ce echipele clasate pe locurile 3–6 urmau să joace într-un playoff. Acest format a fost modificat pe 10 februarie 2021, deoarece nu toate partidele din faza grupelor s-au putut disputa.
În final, fazele eliminatorii au fost alcătuite din patru runde: optimi de finală, sferturi de finală și un turneu Final4, care a cuprins două semifinale și o finală. Cele 16 echipe din optimi au jucat câte două în meciuri pe teren propriu și în deplasare, iar cele 8 câștigătoare au avansat în sferturi. Similar, cele 8 sfert-finaliste au jucat câte două în meciuri pe teren propriu și în deplasare, iar cele patru câștigătoare pe baza scorului general ale acestor meciuri s-au calificat în turneul Final4. 
În turneul Final4, semifinalele și finala s-au jucat în câte o singură manșă, într-o sală desemnată dinainte.

## Repartizarea echipelor
21 de echipe din 15 țări s-au înscris pentru un loc în faza grupelor competiției înainte de expirarea termenului limită de 10 iunie 2020. Lista finală a celor 16 participante a fost făcută publică de Comitetul Executiv al EHF pe 19 iunie.
| RK Podravka Koprivnica  | FTC-Rail Cargo Hungaria |
| Team Esbjerg            | ŽRK Budućnost           |
| Odense Håndbold         | Vipers Kristiansand     |
| Metz Handball           | SCM Râmnicu Vâlcea      |
| Brest Bretagne Handball | CSM București           |
| Borussia Dortmund       | Rostov-Don              |
| SG BBM Bietigheim       | PGK ȚSKA Moscova        |
| Győri Audi ETO KC       | RK Krim                 |

Repartizarea echipelor în urnele valorice a fost anunțată pe 22 iunie 2020:
| Urna 1                                                        | Urna a 2-a                                                       | Urna a 3-a                                                               | Urna a 4-a                                            |
| ------------------------------------------------------------- | ---------------------------------------------------------------- | ------------------------------------------------------------------------ | ----------------------------------------------------- |
| Győri Audi ETO KC Rostov-Don Metz Handball SCM Râmnicu Vâlcea | ŽRK Budućnost Team Esbjerg Vipers Kristiansand Borussia Dortmund | PGK ȚSKA Moscova FTC-Rail Cargo Hungaria Brest Bretagne HB CSM București | RK Krim RK Podravka Odense Håndbold SG BBM Bietigheim |

## Faza grupelor
Tragerea la sorți a avut loc pe 1 iulie 2020 la sediul EHF din Viena, Austria. Cele 16 echipe au fost extrase în două grupe de câte 8, cu restricția ca echipele din aceeași țară să nu poată fi extrase în aceeași grupă.
În fiecare grupă, echipele au jucat una împotriva celeilalte după sistemul fiecare cu fiecare, cu meciuri pe teren propriu și în deplasare. 
| Modul de departajare |
| --- |
| În faza grupelor echipele au fost departajate pe bază de punctaj (2 puncte pentru victorie, 1 punct pentru meci egal, 0 puncte pentru înfrângere). La terminarea fazei grupelor, dacă două sau mai multe echipe dintr-o grupă au acumulat același număr de puncte, atunci departajarea lor s-a făcut conform capitolului 4.3, secțiunea 4.3.1.1 din regulament, ținând cont de următoarele criterii și în următoarea ordine: 1. Cel mai mare număr de puncte obținute în meciurile directe; 2. Golaveraj superior în meciurile directe; 3. Cel mai mare număr de goluri înscrise în meciurile directe (sau în meciul din deplasare, în cazul sistemului tur-retur); 4. Golaveraj superior în toate meciurile din grupă; 5. Cel mai bun golaveraj pozitiv în toate meciurile din grupă; Dacă, folosind criteriile de mai sus, ar fi fost determinat locul uneia din echipele cu punctaj egal, criteriile ar fi fost din nou folosite în aceeași ordine până când ar fi fost determinat locul tuturor echipelor. În situația în care echipele ar fi rămas la egalitate și după folosirea criteriilor de mai sus, atunci Federația Europeană de Handbal urma să ia o decizie de departajare prin tragere la sorți. În timpul fazei grupelor, doar criteriile 4–5 s-au aplicat pentru a determina clasamentul provizoriu al echipelor. |

### Grupa A
| Loc | Echipa                  | MJ | V  | E | Î  | GM  | GP  | DG  | Pct |
| --- | ----------------------- | -- | -- | - | -- | --- | --- | --- | --- |
| 1   | Rostov-Don              | 14 | 10 | 1 | 3  | 331 | 308 | +23 | 21  |
| 2   | Metz Handball           | 14 | 10 | 0 | 4  | 389 | 354 | +35 | 20  |
| 3   | CSM București           | 14 | 8  | 1 | 5  | 331 | 309 | +22 | 17  |
| 4   | FTC-Rail Cargo Hungaria | 14 | 8  | 0 | 6  | 386 | 378 | +8  | 16  |
| 5   | Vipers Kristiansand     | 14 | 7  | 2 | 5  | 327 | 320 | +7  | 16  |
| 6   | Team Esbjerg            | 14 | 5  | 2 | 7  | 374 | 351 | +23 | 12  |
| 7   | RK Krim                 | 14 | 2  | 3 | 9  | 325 | 375 | −50 | 7   |
| 8   | SG BBM Bietigheim       | 14 | 1  | 1 | 12 | 318 | 386 | −68 | 3   |

### Grupa B
| Loc | Echipa                  | MJ | V  | E | Î  | GM  | GP  | DG   | Pct |
| --- | ----------------------- | -- | -- | - | -- | --- | --- | ---- | --- |
| 1   | Győri Audi ETO KC       | 14 | 10 | 4 | 0  | 457 | 353 | +104 | 24  |
| 2   | PGK ȚSKA Moscova        | 14 | 11 | 1 | 2  | 404 | 350 | +54  | 23  |
| 3   | Brest Bretagne Handball | 14 | 6  | 5 | 3  | 384 | 349 | +35  | 17  |
| 4   | Odense Håndbold         | 14 | 6  | 1 | 7  | 384 | 370 | +14  | 13  |
| 5   | ŽRK Budućnost           | 14 | 5  | 2 | 7  | 363 | 377 | −14  | 12  |
| 6   | SCM Râmnicu Vâlcea      | 14 | 5  | 0 | 9  | 263 | 319 | −56  | 10  |
| 7   | Borussia Dortmund       | 14 | 4  | 1 | 9  | 347 | 391 | −44  | 9   |
| 8   | Podravka Vegeta         | 14 | 2  | 0 | 12 | 326 | 419 | −93  | 4   |

## Fazele eliminatorii
Inițial, în această fază ar fi trebuit să se califice doar primele 6 echipe din cele 2 grupe, dar pe 10 februarie 2021, în urma deciziei Comitetului Executiv al EHF, s-a anunțat că toate cele 16 echipe vor avansa în fazele eliminatorii. În consecință, s-a renunțat la play-off-ul planificat inițial și au fost introduse optimi de finală.

### Optimile de finală
| Echipa 1            | Scor gen. | Echipa 2                | Tur   | Retur |
| ------------------- | --------- | ----------------------- | ----- | ----- |
| SCM Râmnicu Vâlcea  | 51 – 54   | CSM București           | 24–33 | 27–21 |
| Team Esbjerg        | 54 – 63   | Brest Bretagne Handball | 27–33 | 27–30 |
| ŽRK Budućnost       | 50 – 48   | FTC-Rail Cargo Hungaria | 22–19 | 28–29 |
| Vipers Kristiansand | 65 – 62   | Odense Håndbold         | 35–36 | 30–26 |
| Podravka Vegeta     | 44 – 71   | Rostov-Don              | 20–29 | 24–42 |
| SG BBM Bietigheim   | 48 – 69   | Győri Audi ETO KC       | 20–37 | 28–32 |
| Borussia Dortmund   | 0 – 20    | Metz Handball           | 0–10  | 0–10  |
| RK Krim             | 46 – 47   | ȚSKA Moscova            | 25–20 | 21–27 |

### Sferturile de finală
| Echipa 1            | Scor gen. | Echipa 2          | Tur   | Retur |
| ------------------- | --------- | ----------------- | ----- | ----- |
| CSM București       | 51 – 51   | ȚSKA Moscova      | 32–27 | 19–24 |
| Brest Handball      | 60 – 50   | Metz Handball     | 34–24 | 26–26 |
| ŽRK Budućnost       | 40 – 54   | Győri Audi ETO KC | 19–30 | 21–24 |
| Vipers Kristiansand | 57 – 50   | Rostov-Don        | 34–27 | 23–23 |

### Final4
Câștigătoarele sferturilor de finală s-au calificat în turneul Final4.
|  | Semifinalele Sala László Papp, Budapesta | Semifinalele Sala László Papp, Budapesta |                   |    | Finala Sala László Papp, Budapesta | Finala Sala László Papp, Budapesta |
|  |                                          |                                          |                   |    |                                    |                                    |
|  | 29 mai 2021                              |                                          |                   |    |                                    |                                    |
|  |                                          |                                          |                   |    |                                    |                                    |
|  | Győri Audi ETO KC                        | 25                                       |                   |    |                                    |                                    |
|  | Győri Audi ETO KC                        | 25                                       | 30 mai 2021       |    |                                    |                                    |
|  | Brest Bretagne HB                        | 27                                       |                   |    |                                    |                                    |
|  | Brest Bretagne HB                        | 27                                       | Brest Bretagne HB | 28 |                                    |                                    |
|  | 29 mai 2021                              |                                          | Brest Bretagne HB | 28 |                                    |                                    |
|  |                                          | Vipers Kristiansand                      | 34                |    |                                    |                                    |
|  | Vipers Kristiansand                      | Vipers Kristiansand                      | 34                | 33 |                                    |                                    |
|  | Vipers Kristiansand                      |                                          |                   | 33 |                                    |                                    |
|  | ȚSKA Moscova                             | 30                                       |                   |    |                                    |                                    |
|  | ȚSKA Moscova                             | 30                                       | Finala mică       |    |                                    |                                    |
|  |                                          |                                          |                   |    |                                    |                                    |
|  | 30 mai 2021                              |                                          |                   |    |                                    |                                    |
|  |                                          |                                          |                   |    |                                    |                                    |
|  | Győri Audi ETO KC                        | 32                                       |                   |    |                                    |                                    |
|  | Győri Audi ETO KC                        | 32                                       |                   |    |                                    |                                    |
|  | ȚSKA Moscova                             | 21                                       |                   |    |                                    |                                    |

## Clasamentul marcatoarelor
Actualizat pe 30 mai 2021
| Poz. | Nume                 | Echipă                  | Goluri |
| ---- | -------------------- | ----------------------- | ------ |
| 1    | Ana Gros             | Brest Bretagne Handball | 135    |
| 2    | Cristina Neagu       | CSM București           | 115    |
| 3    | Veronica Kristiansen | Győri Audi ETO KC       | 97     |
| 4    | Jovanka Radičević    | ŽRK Budućnost           | 94     |
| 5    | Dejana Milosavljević | RK Podravka Koprivnica  | 88     |
| 5    | Henny Reistad        | Vipers Kristiansand     | 88     |
| 7    | Stine Bredal Oftedal | Győri Audi ETO KC       | 87     |
| 8    | Lois Abbingh         | Odense Håndbold         | 84     |
| 8    | Estelle Nze Minko    | Győri Audi ETO KC       | 84     |
| 10   | Mette Tranborg       | Odense Håndbold         | 77     |

## Premiile competiției
Echipa ideală și celelalte premii ale ediției 2020-2021 a Ligii Campionilor au fost anunțate pe 28 mai 2021.

### All-Star Team
| Post            | Handbalistă                | Club                    |
| --------------- | -------------------------- | ----------------------- |
| Portar          | Amandine Leynaud (FRA)     | Győri Audi ETO KC       |
| Extremă dreapta | Viktória Lukács (HUN)      | Győri Audi ETO KC       |
| Inter dreapta   | Nora Mørk (NOR)            | Vipers Kristiansand     |
| Centru          | Stine Bredal Oftedal (NOR) | Győri Audi ETO KC       |
| Inter stânga    | Cristina Neagu (ROU)       | CSM București           |
| Extremă stânga  | Majda Mehmedović (MNE)     | ŽRK Budućnost           |
| Pivot           | Pauletta Foppa (FRA)       | Brest Bretagne Handball |

### Alte premii
| Post                            | Handbalistă               | Club                |
| ------------------------------- | ------------------------- | ------------------- |
| MVP                             | Henny Reistad (NOR)       | Vipers Kristiansand |
| Cea mai bună apărătoare         | Eduarda Amorim (BRA)      | Győri Audi ETO KC   |
| Cea mai bună tânără handbalistă | Henny Reistad (NOR)       | Vipers Kristiansand |
| Cel mai bun antrenor            | Ole Gustav Gjekstad (NOR) | Vipers Kristiansand |